# 吉通貿易
東京生活館株式会社（とうきょうせいかつかんかぶしきがいしゃ、英: Tokyo Lifestyle Co., Ltd）は、東京生活館やTOKYO LIFESTYLEなどのドラッグストアを経営している日本の企業。

## 事業内容
下記の事業を行っている。
- ドラッグストアの経営
  - 東京生活館
  - TOKYO LIFESTYLE
- 化粧品・健康食品、日用雑貨品、装飾雑貨、菓子の小売業
- インターネットを利用した商品販売システムの運用、保守
- インターネットによる通信販売業務
  - Amazon.comや楽天市場での販売

## 沿革
- 2006年12月 - 会社設立[1]
- 2009年6月 - 金山 名が代表取締役就任。[4]
- 2015年 - 東京生活館を立ち上げ、ドラッグストア事業を開始。[1]
- 2022年1月18日 - NASDAQ Capital Market に米国預託株式として上場[5][6]
- 2022年7月22日 - All Seas Global Limited から Tokyo Lifestyle Limited の全株式を3億9200万円で買収した。[7]
- 2024年10月31日 - 吉通貿易株式会社から東京生活館株式会社へ商号変更

## 参照
1. 1 2 3 4 5 6 7 8  会社概要 - 吉通貿易
2. 1 2 3  Yoshitsu Co., Ltd (TKLF) Income Statement - Yahoo Finance
3. ↑  Yoshitsu Co., Ltd (TKLF) Balance Sheet - Yahoo Finance
4. ↑  Corporate Information - 吉通貿易
5. ↑  米国NASDAQ上場と新規株式公開の募集価格のお知らせ - 吉通貿易
6. ↑  IPOの完了とオーバーアロットメントオプションの部分行使のお知らせ - 吉通貿易
7. ↑  Yoshitsu Co., Ltd Enters into Definitive Agreement to Acquire Tokyo Lifestyle Limited | Yoshitsu Co., Ltd